# Saint-Sulpice-de-Royan
Saint-Sulpice-de-Royan település Franciaországban, Charente-Maritime megyében. Lakosainak száma 3417 fő (2022. január 1.). Saint-Sulpice-de-Royan Breuillet, L’Éguille, Médis, Mornac-sur-Seudre, Royan, Saujon és Vaux-sur-Mer községekkel határos.

## Népesség
A település népessége az elmúlt években az alábbi módon változott:
| Lakosok száma | 794  | 1744 | 2101 | 2680 | 3032 | 3113 | 3204 | 3309 | 3328 | 3417 |
|               | 1968 | 1982 | 1990 | 2006 | 2013 | 2015 | 2017 | 2019 | 2020 | 2022 |